# Сапожников, Валентин Иванович
Валентин Иванович Сапожников (22 января 1926, с. Бабинцы (ныне Погребищенского района Винницкой области Украины — 5 августа 1996, Киев) — советский и украинский дипломат, правовед, доктор юридических наук (1967), профессор (1979).

## Биография
В 1949 г. окончил факультет международных отношений Киевского госуниверситета, затем в 1952 г. — аспирантуру сектора государства и права АН УССР.

## Дипломатическая и научная карьера
С 1952 г. работал в МИД УССР.
- 1952—1957 г. — первый секретарь МИД УССР.
- 1957—1962 г. — второй, а затем первый секретарь Постоянного представительства СССР при ООН в Нью-Йорке.
- 1962 — в секторе государства и права АН УССР: учëный секретарь, с 1964 — старший научный сотрудник.
- В 1966 вернулся на дипломатическую работу: 
  - в Секретариате ООН занимал пост специального помощника директора департамента по юридическим вопросам.

С 1972 г. возглавлял кафедру истории и права стран Азии, Африки и Латинской Америки факультета международных отношений Киевского университета. В 1978 г. стал заведующим отделом международных научно-технических отношений и охраны окружающей среды Института социальных и экономических проблем зарубежных стран АН УССР.
В 1983—1987 г. — старший научный сотрудник этого же отдела.
В 1953—1956 и 1965 г. В. И. Сапожников входил в составе делегации УССР и СССР на нескольких сессиях Генеральной Ассамблеи ООН. В качестве представителя УССР и СССР участвовал в работе многих комитетов и комиссий ООН, в частности Комиссии ООН по правам человека (Нью-Йорк, 1954; Женева, 1955; Нью-Йорк, 1959), Комиссии ООН по суверенитету народов над их природными богатствами и ресурсами (Нью-Йорк, 1959—1961) и др.
Был советником делегации УССР на 40-й Генеральной конференции МОТ (Нью-Йорк, 1956), Конференции по разработке Устава МАГАТЭ (Нью-Йорк, 1956) и др.
Занимался проблемами международного морского права, права на самоопределение, правовыми аспектами охраны природной среды и т. д.

## Избранные труды
- Организация Объединенных Наций (1955),
- Международно-правовые проблемы суверенитета над природными богатствами (1966),
- Кодификация международно-правовых принципов мирного сосуществования (1966),
- Неоколониалистские проблемы международной защиты концессий (1968),
- Правовые проблемы национализации в странах, которые освободились от колониальной зависимости (1977),
- Охрана морской среды (правовые и экономические аспекты) (1984, в соавт.),
- Средиземное море: охрана среды (правовые и экономические аспекты) (1986, в соавт.) и другие.